# Остейнде (Гронінген)
Остейнде (нід. Oosteinde) — село в нідерландській провінції Гронінген. Входить до муніципалітету Гет-Гогеланд.
Його площа становить 0,38км², а населення станом на 2021 рік складало 160 осіб.
Перші згадки про село датуються серединою 19-го сторіччя, а його назва перекладається як «східний кінець».

## Галерея

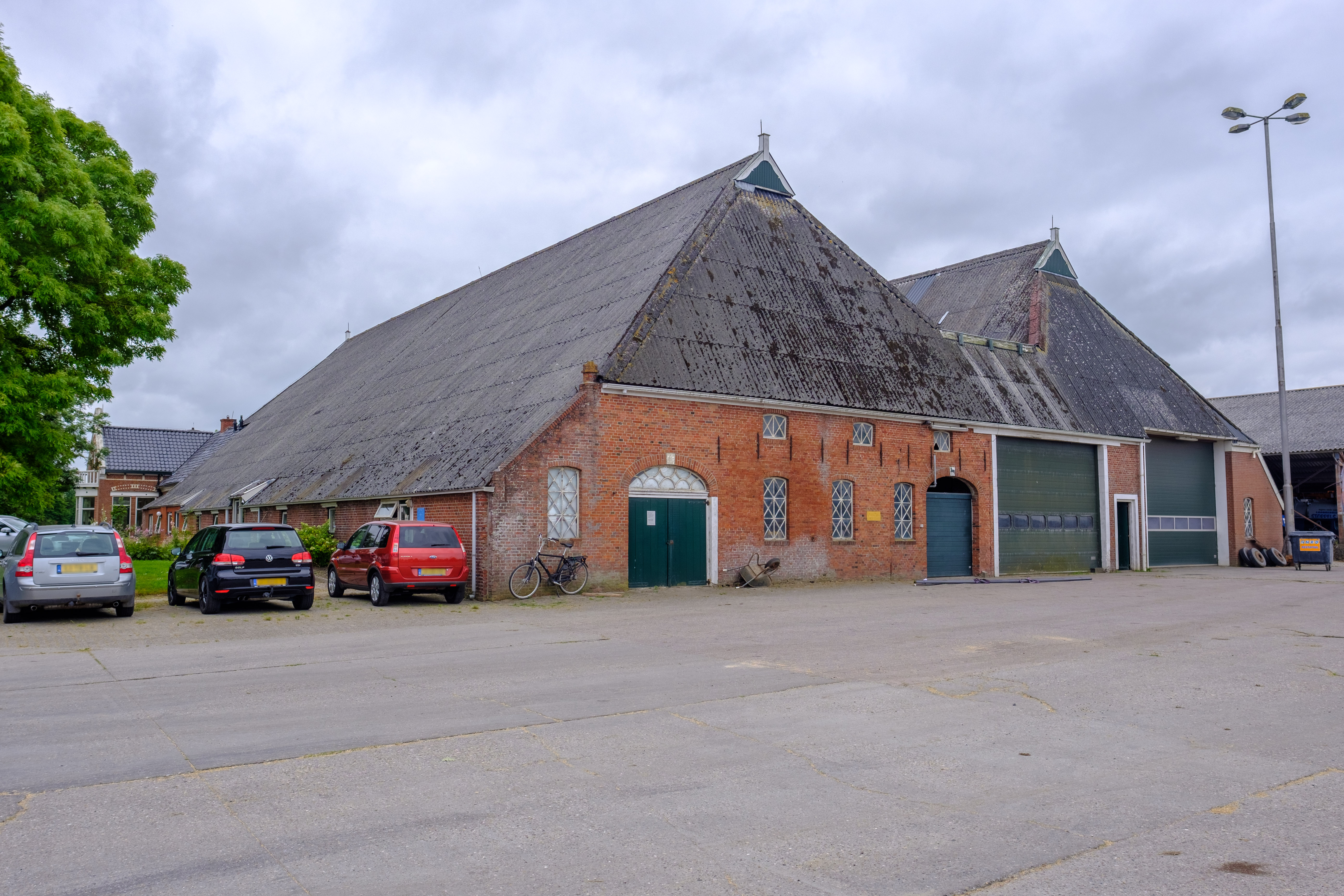
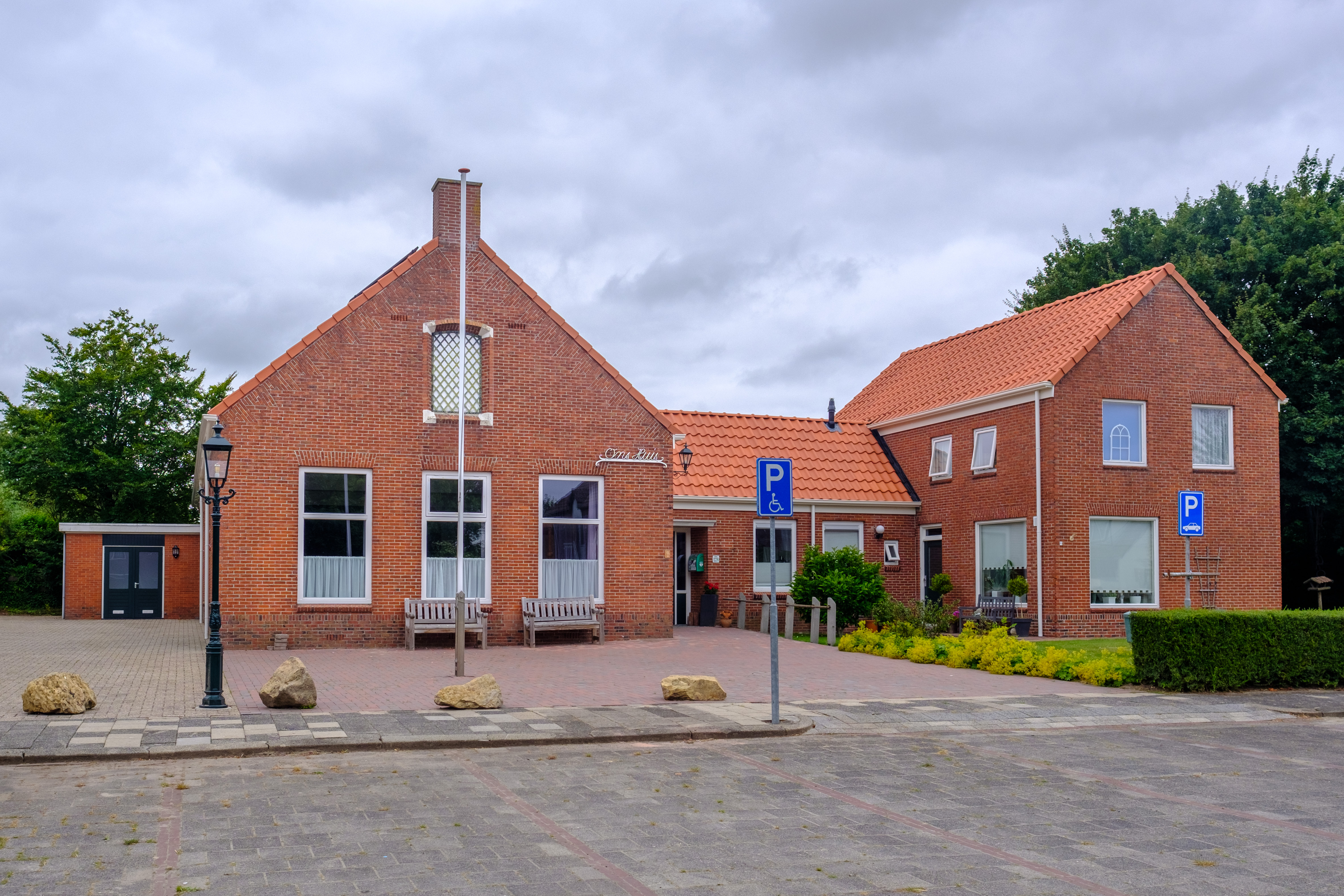
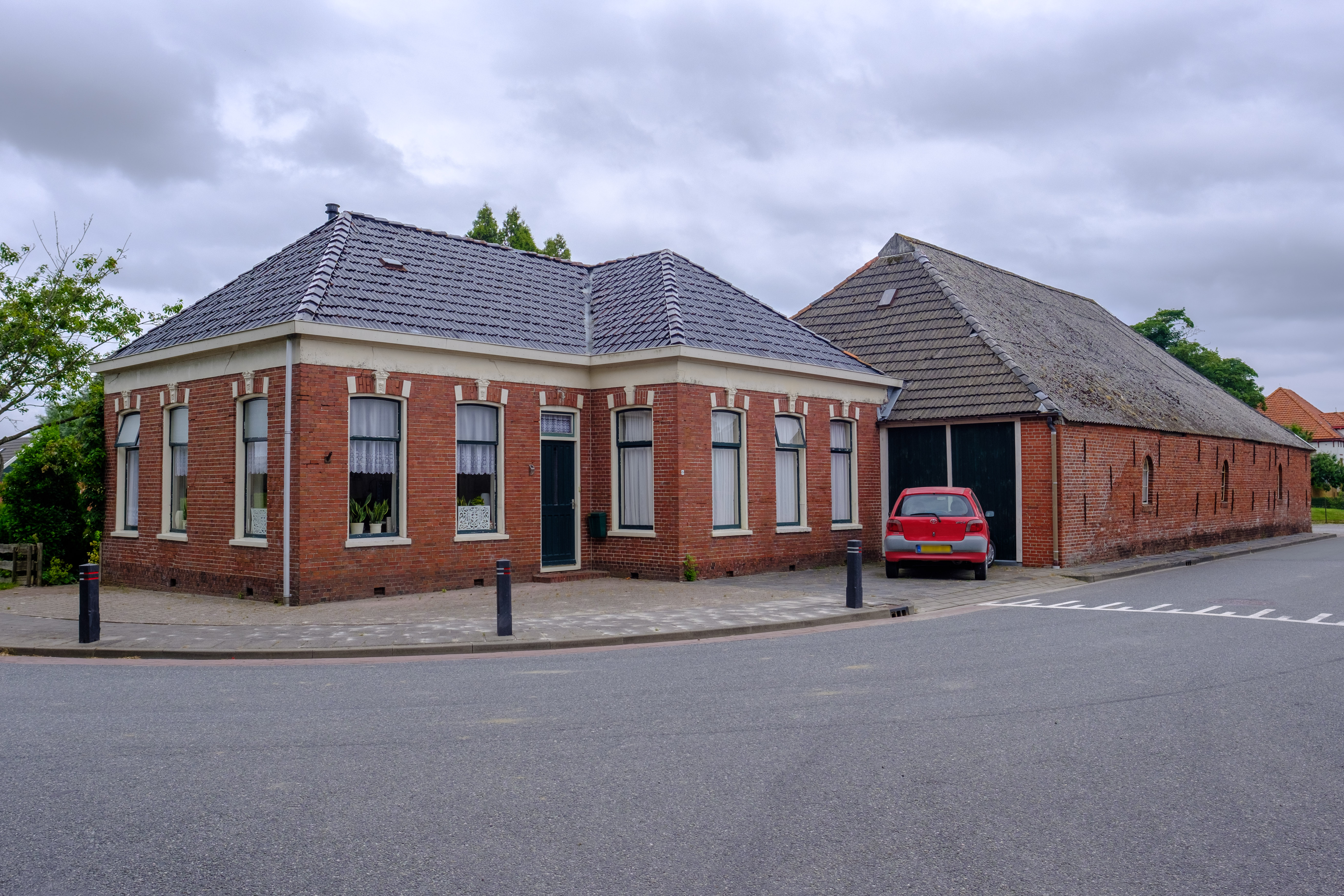